# Walddachsbach
Walddachsbach (fränkisch: (Unna)dachsbach, früher Unterdachsbach) ist ein Gemeindeteil der Gemeinde Dietersheim im Landkreis Neustadt an der Aisch-Bad Windsheim (Mittelfranken, Bayern). Die Gemarkung Walddachsbach hat eine Fläche von 2,324 km². Sie ist in 263 Flurstücke aufgeteilt, die eine durchschnittliche Fläche von 8838,28 m² haben. In ihr liegt neben dem namensgebenden Ort der Gemeindeteil Oberdachsbach.

## Geografie
Das Dorf liegt am Schweinebachgraben, einem linken Zufluss des Schweinachbachs, der wiederum ein rechter Zufluss der Aisch ist, und am Ludergraben, der im Ort als rechter Zufluss in den Schweinebachgraben mündet. Der Ort ist von Wald umgeben: Im Süden und Westen von der Hohenecker Forst, im Südwesten vom Vorderen Wald und im Nordwesten vom Unteren Wald. 0,25 km südwestlich des Ortes liegt das Flurgebiet Egert, unmittelbar nordöstlich der Kühnbuck und 0,75 km westlich erhebt sich der Wesenberg (362 m ü. NHN).
Die Kreisstraße NEA 26 verläuft nach Dottenheim zur Bundesstraße 470 (2,3 km nordwestlich) bzw. zur Kreisstraße NEA 35 bei Holzhausen (1,6 km südlich). Eine Gemeindeverbindungsstraße führt nach Beerbach (1,8 km nordöstlich).

## Geschichte
Nordöstlich von Walddachsbach gibt es einen Einzelfund, der auf eine Besiedlung in der Jungsteinzeit (5000–1800 v. Chr.) hinweisen könnte.
Der Ort wurde im Würzburger Lehensbuch, das im Zeitraum von 1317 bis 1322 entstand, als „Daspach“ erstmals urkundlich erwähnt. Ein „Tauberlini de Hohenecke“ hatte es vom Hochstift Würzburg zu Lehen bekommen. Um 1360 wurden den Burggrafen von Nürnberg in „Daschbach“ 4 Lehen, 2 Huben, 6 Hofstätten (darunter das Burggut des Teuerlein) als gilten- und zinspflichtig zuerkannt. Vermutlich wurde zu diesem Zeitpunkt „Oberdachsbach“ für das Burggut unterschieden zu „Unterdachsbach“, dem Dörflein, das später in Walddachsbach umbenannt wurde. Um 1578 wurde ein Schlösslein in Oberdachsbach bezeugt, das zu dieser Zeit Eustachio von Abenberg gehörte. Um 1690 kamen Ober- und Unterdachsbach an die Gräfin von Hohenlohe zu Wilhelmsdorf.
Gegen Ende des 18. Jahrhunderts bildete Walddachsbach mit Oberdachsbach eine Realgemeinde. In Walddachsbach gab es 16 Anwesen. Das Hochgericht übte das brandenburg-bayreuthische Stadtvogteiamt Neustadt an der Aisch aus. Die Dorf- und Gemeindeherrschaft hatte das Kastenamt Ipsheim. Grundherren waren das Kastenamt Ipsheim (14 Anwesen: 6 Güter, 1 Gütlein, 5 Häuser, Gemeindeschmiede, Gemeindehirtenhaus) und das Landesalmosenamt der Reichsstadt Nürnberg (2 Güter).
Von 1797 bis 1810 unterstand der Ort dem Justizamt Külsheim und Kammeramt Ipsheim. 1810 kam Walddachsbach an das Königreich Bayern. Im Rahmen des Gemeindeedikts wurde es dem 1811 gebildeten Steuerdistrikt Altheim und der 1817 gebildeten Ruralgemeinde Altheim zugeordnet. Mit dem Zweiten Gemeindeedikt (1818) entstand die Ruralgemeinde Walddachsbach, zu der Oberdachsbach gehörte. Sie war in Verwaltung und Gerichtsbarkeit dem Landgericht Windsheim zugeordnet und in der Finanzverwaltung dem Rentamt Ipsheim. Auf dem Gemeindegebiet wurde Feldhäusel errichtet. Ab 1862 gehörte Walddachsbach zum Bezirksamt Uffenheim (1939 in Landkreis Uffenheim umbenannt) und ab 1856 zum Rentamt Windsheim (1919 in Finanzamt Windsheim umbenannt, seit 1972 Finanzamt Uffenheim). Die Gerichtsbarkeit blieb beim Landgericht Windsheim (1879 in Amtsgericht Windsheim umbenannt), seit 1973 ist das Amtsgericht Neustadt an der Aisch zuständig. Die Gemeinde hatte 1964 eine Gebietsfläche von 2,289 km².
Am 1. Juli 1972 wurde Walddachsbach im Zuge der Gebietsreform in Bayern nach Dietersheim eingemeindet.

### Ehemaliges Baudenkmal
- Haus Nr. 1: dazugehöriges Hofhaus von 1702; erdgeschossiges schwellenloses Fachwerkwohnstallhaus mit weit herabreichenden Bundpfosten auf gewölbtem Keller mit Vorhaus; am Sturz der rundbogigen inneren Kellertür bezeichnet „17 T G 02“, freistehender Backofen; kugelgekrönte, steinerne Torpfosten[17]

### Bodenkmal
In der Gemarkung Walddachsbach gibt es Ein Bodendenkmal.

### Einwohnerentwicklung
Gemeinde Walddachsbach
| Jahr      | 1818   | 1840   | 1852   | 1855   | 1861   | 1867   | 1871   | 1875   | 1880   | 1885   | 1890   | 1895   | 1900   | 1905   | 1910   | 1919   | 1925   | 1933   | 1939   | 1946   | 1950   | 1952   | 1961   | 1970   |
| Einwohner | 101    | 146    | 138    | 130    | 127    | 130    | 133    | 131    | 133    | 141    | 125    | 122    | 119    | 114    | 111    | 105    | 94     | 99     | 109    | 168    | 152    | 143    | 84     | 100    |
| Häuser    | 19     | 22     |        |        |        |        | 22     |        |        | 22     | 20     |        | 23     |        |        |        | 23     |        |        |        | 22     |        | 22     |        |
| Quelle    | [ 20 ] | [ 21 ] | [ 22 ] | [ 22 ] | [ 23 ] | [ 24 ] | [ 25 ] | [ 26 ] | [ 27 ] | [ 28 ] | [ 29 ] | [ 22 ] | [ 30 ] | [ 22 ] | [ 31 ] | [ 22 ] | [ 32 ] | [ 22 ] | [ 22 ] | [ 22 ] | [ 33 ] | [ 22 ] | [ 14 ] | [ 34 ] |

Ort Walddachsbach
| Jahr      | 001818 | 001840 | 001861 | 001871 | 001885 | 001900 | 001925 | 001950 | 001961 | 001970 | 001987 |
| Einwohner | 87     | 122    | 109    | 109    | 123    | 110    | 90     | 143    | 84     | 95     | 89     |
| Häuser    | 17     | 19     |        |        | 20     | 21     | 22     | 21     | 22     |        | 22     |
| Quelle    | [ 20 ] | [ 21 ] | [ 23 ] | [ 25 ] | [ 28 ] | [ 30 ] | [ 32 ] | [ 33 ] | [ 14 ] | [ 34 ] | [ 1 ]  |

## Religion
Der Ort ist seit der Reformation evangelisch-lutherisch geprägt und bis heute nach St. Markus (Dottenheim) gepfarrt.